# یواس‌اس دیکسی (۱۸۹۳)
یواس‌اس دیکسی (۱۸۹۳) (به انگلیسی: USS Dixie (1893)) یک کشتی بود که طول آن ۴۰۵ فوت ۹ اینچ (۱۲۳٫۶۷ متر) بود. این کشتی در سال ۱۸۹۳ ساخته شد.